# Franz Griesbach
Pour les articles homonymes, voir Griesbach.
Franz Griesbach (21 décembre 1892 à Brück - 24 septembre 1984 à Lage) est un Generalmajor allemand qui a servi au sein de la Heer dans la Wehrmacht pendant la Seconde Guerre mondiale.
Il a été récipiendaire de la croix de chevalier de la croix de fer avec feuilles de chêne et glaives. La croix de chevalier de la croix de fer et ses grades supérieurs: les feuilles de chêne et glaives sont attribués pour récompenser un acte d'une extrême bravoure sur le champ de bataille ou un commandement militaire avec succès.

## Biographie
Griesbach s'engage le 1er avril 1914 dans le 27e régiment d'infanterie en tant que volontaire d'un an.
Le 15 Février 1944 , Franz Grisbach alors Oberst (colonel) prend le Commandement de la 170.Infanterie-division lors de l'offensive Soviétique de Janvier 1944 visant à débloquer complètement la ville de Leningrad. Il ne garde le Commandement de la division qu'une seule journée . Il est grièvement blessé dès le lendemain. 
Il est décoré des schwerter (épée) le 6 Mars 1944 et , est promus Generalmajor le 1er Août 1944 alors qu'il est toujours hospitalisé. Il le restera d'ailleurs jusqu'à l'issue du conflit et ne reprendra donc aucun Commandement à la suite de cette grave blessure.

## Promotions
| Gefreiter                | 6 septembre 1914  |
| Unteroffizier            | 29 décembre 1914  |
| Vizefeldwebel            | 10 mai 1916)      |
| Leutnant der Reserve     | 23 août 1916      |
| Leutnant der Reserve     | 1er avril 1936    |
| Oberleutnant der Reserve | 1er mars 1938     |
| Hauptmann (E)            | 1er juin 1939     |
| Major (E)                | 20 octobre 1940   |
| Major                    | 1er décembre 1941 |
| Oberstleutnant           | 1er avril 1942    |
| Oberst                   | 1er janvier 1943  |
| Generalmajor             | 1er août 1944     |

## Décorations
- Croix de fer (1914)
  - 2e classe (22 décembre 1914)
  - 1re classe (23 août 1917)
- Croix d'honneur pour combattants 1914-1918
- Agrafe de la croix de fer (1939)
  - 2e classe (22 octobre 1941)
  - 1re classe (22 novembre 1941)
- Insigne de combat d'infanterie
- Médaille du Front de l'Est
- Plaque de bras Crimée
- Insigne des blessés (1939)
  - en noir
  - en argent
  - en or
- Croix de chevalier de la croix de fer avec feuilles de chêne et glaives
  - Croix de chevalier le 14 mars 1942 en tant que Major et commandant du I./Infanterie-Regiment 391[1]
  - 242ne feuilles de chêne le 17 mai 1943 en tant que Oberst et commandant du Grenadier-Regiment 399[2]
  - 53e glaives le 6 mars 1944 en tant que Oberst et commandant du Grenadier-Regiment 399[3]